# دکانی
دکانی (به لاتین: Dokani) یک منطقهٔ مسکونی در افغانستان است که در ولایت بامیان واقع شده‌است.